# Власов, Василий Захарович
Васи́лий Заха́рович Вла́сов (11 [24] февраля 1906, Кареево, Калужская губерния — 7 августа 1958, Москва) — советский учёный-механик, специалист в области сопротивления материалов, строительной механики и теории упругости, доктор технических наук, член-корреспондент АН СССР (1953).

## Биография
Родился в бедной крестьянской семье. После окончания сельской трехклассной школы, с 1918 по 1924 год учился в школе-девятилетке в Тарусе.
Как один из лучших учеников получил направление и 1924 году поступил на геодезический факультет Межевого института, откуда в 1926 году перевёлся на инженерно-строительный факультет Московского высшего технического училища (МВТУ). В 1930 году окончил Высшее инженерно-строительное училище (ВИСУ), которое выделилось из МВТУ, со званием инженера-строителя мостов и конструкций.
После окончания ВИСУ (позднее переименованного в МИСИ) начал преподавать в Училище строительную механику и тогда же начал вести научную работу во Всесоюзном институте сооружений (позже переименованный в ЦНИПС, ныне Центральный научно-исследовательский институт строительных конструкций им. В. А. Кучеренко). В МИСИ Василий Захарович преподавал до конца своих дней, а в ЦНИПСе работал до 1951 года. С 1932 по 1942 год преподавал в Военно-инженерной академии им. В. В. Куйбышева, а с 1946 года руководил отделом строительной механики Института механики АН СССР.
В 1937 году за работу «Строительная механика оболочек» (Москва, Стройиздат, 1936), представленную в МИСИ в качестве кандидатской диссертации, Василию Захаровичу присуждается учёная степень доктора технических наук. В 1943 году он был избран членом Московского математического общества. В 1953 году избирается членом-корреспондентом АН СССР.
Вошёл в Первоначальный состав Национального комитета СССР по теоретической и прикладной механике, а также возглавил кафедру строительной механики МИСИ (1956).
В 1955—1958 годах преподавал в МАИ.
В 1958 году был выдвинут кандидатом к избранию в действительные члены АН СССР.
Умер после тяжёлой непродолжительной болезни. Похоронен на Новодевичьем кладбище (5 уч. 23 ряд).

## Научная деятельность
Всю свою научную жизнь В. 3. Власов посвятил теории тонкостенных конструкций. Тонкостенная конструкция — это наиболее современный и оптимальный тип конструкции, поскольку именно он позволяет спроектировать конструкцию наименьшего веса, но максимальной жёсткости; это — перекрытие промышленного сооружения, основная балка моста, крыло и фюзеляж самолёта, корпус надводного и подводного корабля и ракеты.
Исключительная заслуга В. 3. Власова заключается в том, что он сформулировал приближённую теорию оболочек, которая может быть легко использована при расчётах конструкций. Благодаря удачному сочетанию методов математической теории упругости, сопротивления материалов и строительной механики ему удалось получить в теории оболочек предельно простые и чёткие результаты.
Наиболее существенные результаты получены В. 3. Власовым в теории цилиндрических оболочек средней длины, контур которых или криволинеен, или очерчен по ломаной линии (складчатые системы). В. 3. Власов вводит исключительно простую расчётную модель, в которой оболочка подменяется пространственной системой бесчисленного количества криволинейных арок, соединённых связями (передающими усилия, но не способными воспринять изгибающие и крутящие моменты). Другими словами, оболочка является безмоментной в продольном направлении и может изгибаться в поперечном направлении — в этом и состоит существо работы цилиндрической оболочки средней длины, так тонко выявленное Василием Захаровичем. Последующая проверка гипотез В. 3. Власова показала их полную дееспособность.
Расчёт цилиндрической оболочки В 3. Власов сводит к расчёту дискретно-континуальной системы, что приводит систему дифференциальных уравнений оболочки в частных производных к системе обыкновенных дифференциальных уравнений. Введенный В. 3. Власовым вариационный метод приведения дифференциальных уравнений в частных производных к обыкновенным дифференциальным уравнениям имеет самостоятельное значение. В. 3. Власов приписывает оболочке конечное число степеней свободы в поперечном направлении и бесконечное число — в продольном. Тогда для поперечного направления расчёт элементарен, а для продольного получаются дифференциальные уравнения типа, с которыми обычно имеют дело в строительной механике стержней. Такие методы разработаны Василием Захаровичем для расчёта оболочек и складчатых систем открытого и замкнутого профиля, для расчёта цилиндрических оболочек с одним или несколькими рёбрами на прочность.
Теория тонкостенных стержней может быть получена из вышеуказанной теории. Основные особенности расчёта тонкостенных конструкций были известны и до В. 3. Власова. Было установлено, что техническая теория изгиба балок Эйлера — Бернулли неприменима к тонкостенным стержням вследствие искажения сечений при деформации, что небезразличен характер приложения к торцам статически равноценных нагрузок и т. п. В книге В. 3. Власова по тонкостенным стержням постановка задачи и её решение изложены с максимальной полнотой. Вновь отчетливо дана расчётная модель стержня. В формуле для нормального напряжения, помимо трёх обычных членов, фигурирует член, определяемый по закону секториальной площади. Построенная теория позволила дать исчерпывающее решение задачи об изгибно-крутильной форме потери устойчивости и колебаниях тонкостенных упругих стержней, а также развить методы расчета стержней с упругими и жёсткими связями и методы расчёта стержней при поперечных нагрузках.
Ряд важных результатов получен В. 3. Власовым по безмоментной теории оболочек. Он дал способ расчета безмоментных оболочек вращения, а также оболочек с поверхностями второго порядка. В последнем случае В. 3. Власов свел задачу к уравнению типа Лапласа. Позднее В. 3. Власов рассматривает возможность расчёта оболочки по безмоментной теории в связи с её геометрической изменяемостью, что приводит к выяснению характера краевых задач для исходных уравнений (эллиптических или гиперболических).
В итоговой монографии В. 3. Власова «Общая теория оболочек» дан вариант теории оболочек, свободной от кинематических гипотез. Из этой теории — путём введения соответствующих допущений — получается теория тонких оболочек.
Весьма важная по своему практическому значению теория пологих оболочек (1944) вытекает как частный случай из общих уравнений симметричного вида и свободных от членов высшего порядка малости. В этой теории кривизна в рассматриваемом куске оболочки считается постоянной, сама оболочка почти плоской, изменения кривизны — зависящими только от перемещений по нормали. Тогда решение задачи сводится к системе двух уравнений четвёртого порядка, каждое относительно функции напряжений Эри и нормального прогиба. В. 3. Власов применил эти уравнения к расчёту устойчивости и колебаний оболочек, к расчёту цилиндрических и сферических оболочек. Не менее важное значение имеют и предложенные В. 3. Власовым уравнения нелинейной теории при конечных прогибах, которые позволяют изучить поведение оболочки в закритическом режиме. Как линейные, так и нелинейные уравнения нашли исключительно большое применение к различным частным задачам.
В. 3. Власов получил и ряд важных результатов в области теории упругости. Он развил метод начальных функций для решения пространственных задач теории упругости (в частности, для решения задачи о толстой плите). В 1950 году было опубликовано исследование В. 3. Власова «Уравнение неразрывности деформаций в криволинейных координатах».
Трудно переоценить влияние идей и методов В. 3. Власова на развитие строительной механики тонкостенных пространственных систем. Тонкая инженерная интуиция, благодаря которой он безошибочно находил главное звено задачи, отбрасывал всё второстепенное и строил отчётливую расчётную модель, в основных чертах передающую игру сил в конструкции, и прекрасное владение математическим аппаратом позволяли В. 3. Власову получать наглядные, практически используемые результаты. Многочисленные разнообразные исследования, посвящённые проверке основных гипотез теории тонкостенных стержней и складчатых систем, теории пологих оболочек, подтвердили их правильность. Результаты, полученные В. 3. Власовым, нашли применение почти во всех областях инженерного дела — и в расчёте конструкций, и в расчёте составных стержней, в расчёте крыла самолёта, созданию современных методов расчёта тонкостенных элементов вагонных конструкций и типа вагонных оболочек.

### Научные публикации

Могила Власова на Новодевичьем кладбище Москвы.

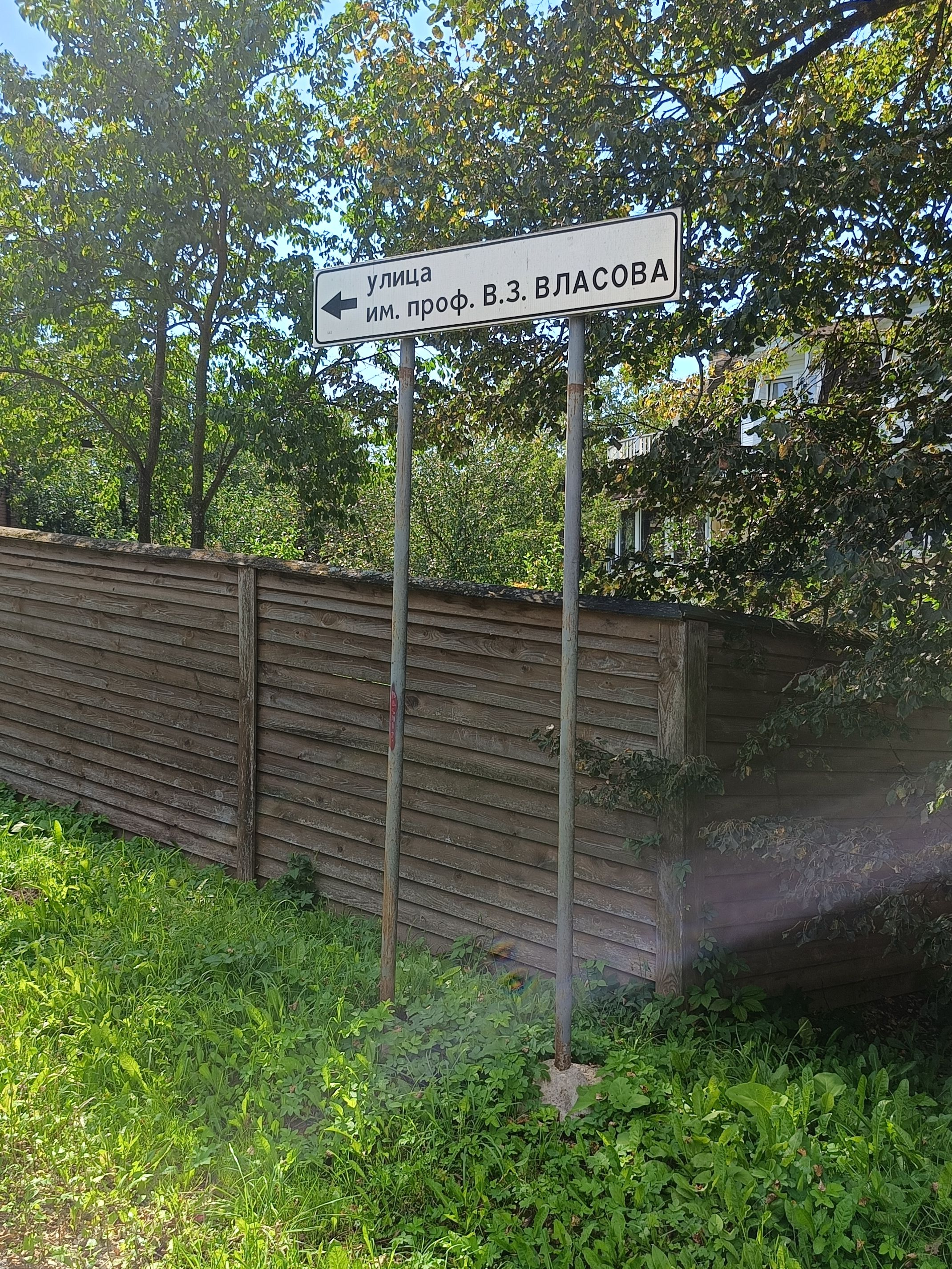
Указатель «улица им. проф. В. З. Власова», Таруса, 2023 г.

- Власов В. 3. Новый метод расчёта тонкостенных призматических складчатых покрытий и оболочек. — 1933.
- Власов В. 3. Строительная механика оболочек. — 1936.
- Власов В. 3. Тонкостенные упругие стержни. — 1-е изд. — 1940.
- Власов В. 3. Строительная механика тонкостенных пространственных систем. — 1949.
- Власов В. 3. Общая теория оболочек и её приложения в технике. — 1949.

## Награды
Его книга «Тонкостенные упругие стержни» (первое издание — 1940) удостоена Сталинской премии первой степени в 1941 году, а книги «Строительная механика тонкостенных пространственных систем» (1949) и «Общая теория оболочек и её приложения в технике» (1949) — Сталинской премии второй степени в 1950 году.

## Семья
Сын — Власов Владимир Васильевич (1931—1997), доктор технических наук, профессор МАИ и РУДН.
Дочь — Власова Ирина Васильевна

## Память
В его честь названа школа № 2 в г. Таруса.
В 2019 году одной из улиц Тарусы присвоено имя Василия Захаровича Власова — улица им. учёного В. З. Власова.